# Stóg (rolnictwo)

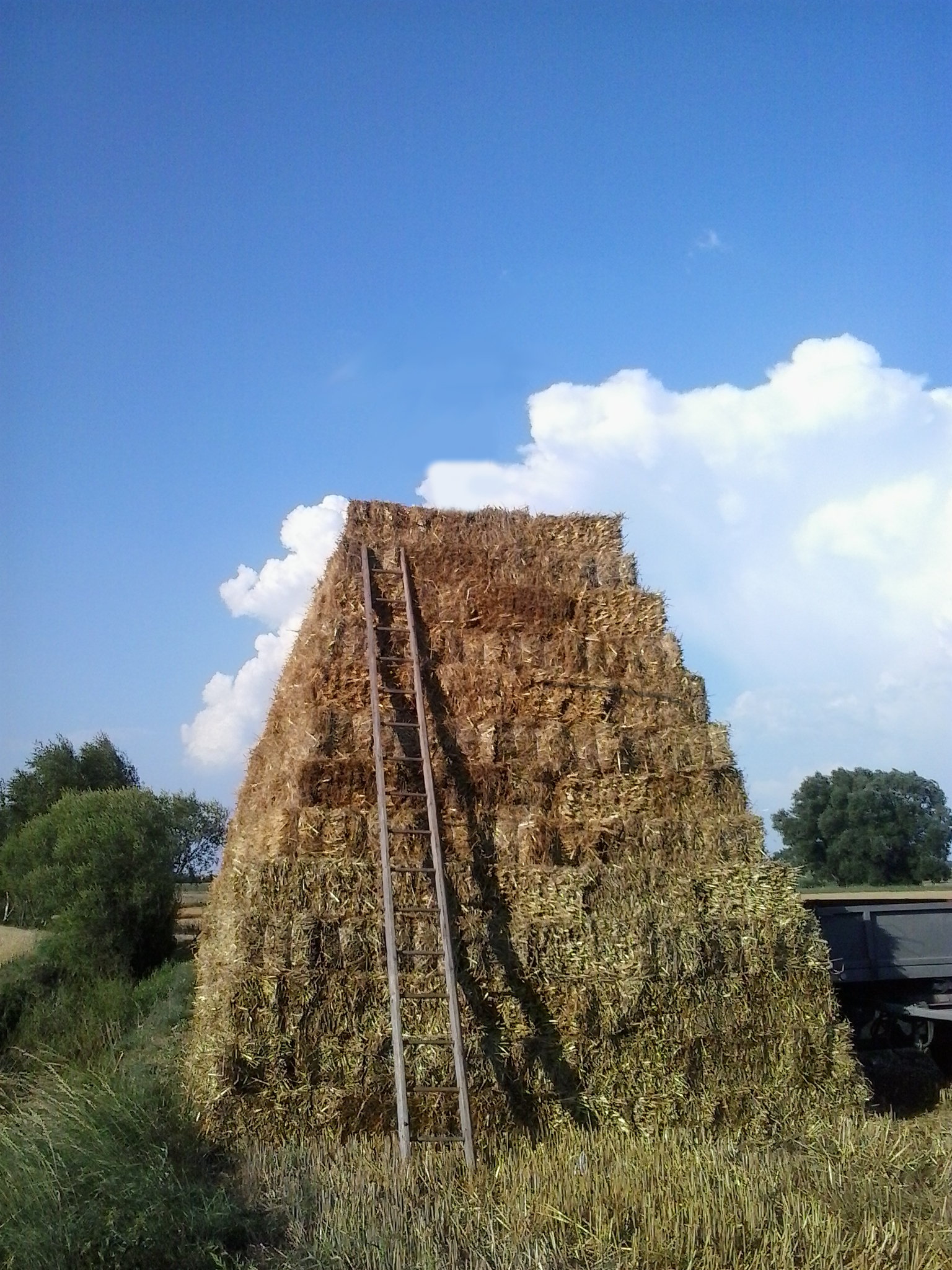
Stóg z kostek słomy

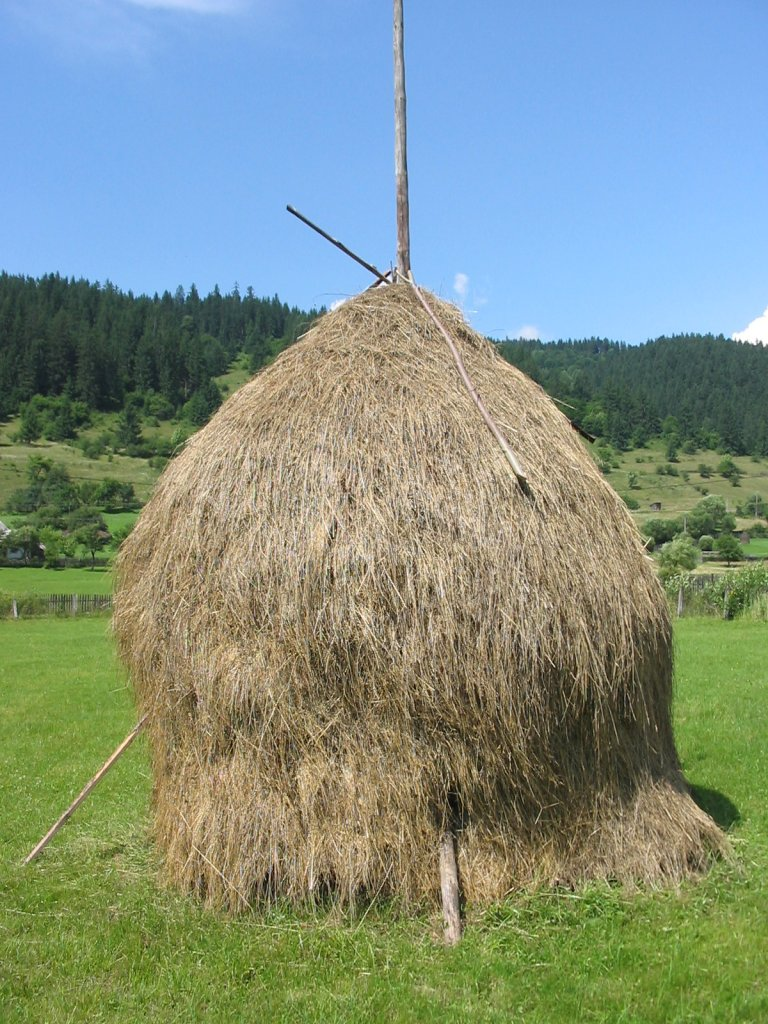
Stóg siana w Rumunii

Stóg, stożyna – siano, rzadziej słoma lub dawniej snopy zboża ułożone w odpowiednią bryłę w celu jego przechowania. Stogi są okrągłe, wysokie, stożkowate, ze stromym dachem gorszego siana, dla ochrony przed zamoknięciem. Układany jest na poddenku z gałęzi, słomy i starego siana, zwykle wokół pionowego drąga (żerdzi) nazywanego stożyną. Taki sposób przechowywania chroni składowany materiał przed zawilgoceniem przez opady atmosferyczne. Również są to ułożone snopy słomy bądź rzadziej siana w kształcie graniastosłupa trójkątnego, położonego na jednym z boków. Obecnie stogi układa się z bel słomy lub siana.    
Dawniej zboże zżęte kosą lub żniwiarką (lub snopowiązałką), przed wymłóceniem składowane było w stodole (pod dachem) lub stogach. Ułożenie snopów zboża w stóg nie wymaga użycia pionowego drąga w środku. W stogu snopy zboża układane są kłosami do środka.  
Obecnie, gdy zboże zbiera się z pól kombajnem (od razu jest młócone) na polu pozostaje tylko wymłócona słoma, która jest prasowana w bele prostopadłościenne (tzw. kostki) lub cylindryczne, ewentualnie rozdrabniania i przyorywana. 